# حركة القومية الآشورية
حركة القومية الآشورية هي حركة تخص الشعب الآشوري، وتطالب بالاستقلال أو الحكم الذاتي للمناطق في التي تسكنها الشعوب الآشورية في شمال العراق وشمال شرق سوريا وشمال غرب إيران وجنوب شرق تركيا.
الآشوريون هم سكان بلاد الرافدين الأصليين، أسس أجدادهم الإمبراطورية الآشورية في المناطق التي تعد اليوم جزءًا من العراق وإيران وسوريا وتركيا.
برزت الحركة في أواخر القرن التاسع عشر، وسط جوّ تزايد فيه اضطهاد الآشوريين إثنيًا ودينيًا على يد الإمبراطورية العثمانية، وتلك هي القضية التي يتبناها الآشوريون في الشتات.
تعترف منظمة الأمم والشعوب غير الممثلة، وهي منظمة تابعة للأمم المتحدة، بالشعوب الآشورية بصفتها الشعوب الأصلية لجنوب شرق تركيا وشمال شرق سوريا، وأقصى الحدود الشمالية الغربية لإيران، وورد هذا التعريف في «القاموس السياسي للشرق الأوسط الجديد».

## آيديولوجيا
ترتكز آيديولوجيا (عقيدة) الحركة القومية الآشورية على الاتحاد السياسي والوطني للآشوريين أتباع عددٍ من الكنائس المسيحية السريانية (أغلبها تلك الكنائس التي وُجدت أو أُقيمت في شمال بلاد الرافدين أو حوله)، وعلى اعتبار اللغة السريانية الكلاسيكية لغة ثقافية، واللهجات الآرامية الشرقية بمثابة لهجات محكية. كان نعوم فايق وفريدون آتورايا وآشور يوسف ومالك خوشابا وفريد نزهة من أبرز دعاة تلك الحركة.
في المناطق التي يقطنها المسيحيون السريان ضمن الشرق الأدنى ككل، تنحصر الهوية الآشورية بعدد من الحدود الجغرافية والإثنية واللغوية والمذهبية.
من الناحيتين الجغرافية واللغوية، يُعرف الآشوري على أنه الفرد الناطق باللهجات الآرامية الشرقية، والذي يعيش في النصف الشمالي من العراق وشمال شرق سوريا وجنوب شرق تركيا وشمال غرب إيران، أو ينحدر ممن عاش في تلك المناطق.
أما من الناحية المذهية، يصبح تعريف الهوية الآشورية أكثر تعقيدًا. يميل أتباع كلٍّ من كنيسة المشرق الآشورية وكنيسة المشرق القديمة والكنيسة الكلدانية الكاثوليكية والكنيسة الخمسينية الآشورية والكنيسة الإنجيلية البروتستانتية الآشورية إلى الالتزام بالقومية الآشورية، على الرغم من استخدام مصطلح الكلدان–الآشوريين في بعض الأحيان لتجنب الصدام الديني بين أتباع كنيسة المشرق الأصلية وأولئك الذين انفكوا عنها بين أواخر القرن السابع عشر وأوائل القرن التاسع عشر، ودخلوا في اتحاد مع الكنيسة الرومانية الكاثوليكية، والتي أطلقت على كنيستهم الجديدة اسم الكنيسة الكاثوليكية الكلدانية في عام 1830. لا يجوز الخلط بين الكاثوليك الكلدانيين والكلديون القدماء أو الكلدو، وهم شعب انقرض منذ فترة طويلة ولا يشتركون معهم بأي رابط.
تميل الشعوب الناطقة بالآرامية الشرقية والتي تتبع الكنيسة السريانية الآرثوذكسية والكنيسة السريانية الكاثوليكية، وتعيش –أو تنحدر من شعوب عاشت– في شمال العراق وشمال شرق سوريا وجنوب شرق تركيا وشمال شرق إيران وجنوب القوقاز، إلى اعتبار نفسها شعوبًا آشورية. أما الشعوب الناطقة بالآرامية الغربية، والمشرقيون أو الشوام اللاتين المتحدثون بالعربية تحديدًا، وينتمون إلى الكنيستين السابقتين في باقي أنحاء سوريا ولبنان وجنوب وسط تركيا، فيميلون إلى اعتناق الإرث الآرامي أو الفينيقي (والأخير أكثر شيوعًا لدى المسيحيين الموارنة) أو حتى الإرث الإغريقي (انظر القومية الآرامية والقومية الفينيقية).
يعود سبب ذلك جزئيًا إلى قبول سائد لدى أغلب العلماء يتمثل باعتبار مصطلح سرياني مشتقًا من مصطلح آشوري، والأخير مصطلح استُخدم لعدة قرون خصوصًا وحصري لوصف الآشوريين والإمبراطورية الآشورية. أما السبب الآخر للخلاف السابق هو أن أغلب السكان المسيحيين في تلك المناطق لا ينتمون جغرافيًا إلى مناطق الإمبراطورية الآشورية أو بلاد الرافدين، وبالتالي لا يملكون إرثًا آشوريًا على عكس آشوريي بلاد النهرين في العراق وشمال شرق سوريا وجنوب شرق تركيا وإيران والقوقاز، والذين ينتمي أسلافهم إلى تلك المناطق قبل مجيء العرب والإسلام.
وفقًا لرئيف طعمة، لا تقتصر القومية الآشورية على الوطنية السريانية فحسب، بل تتجاوزها وتهدف إلى توحيد كافة «شعوب بلاد الرافدين»، وبالتالي ترقى إلى تصنيف «قومية بلاد الرافدين». 